# Pedro Ximénez

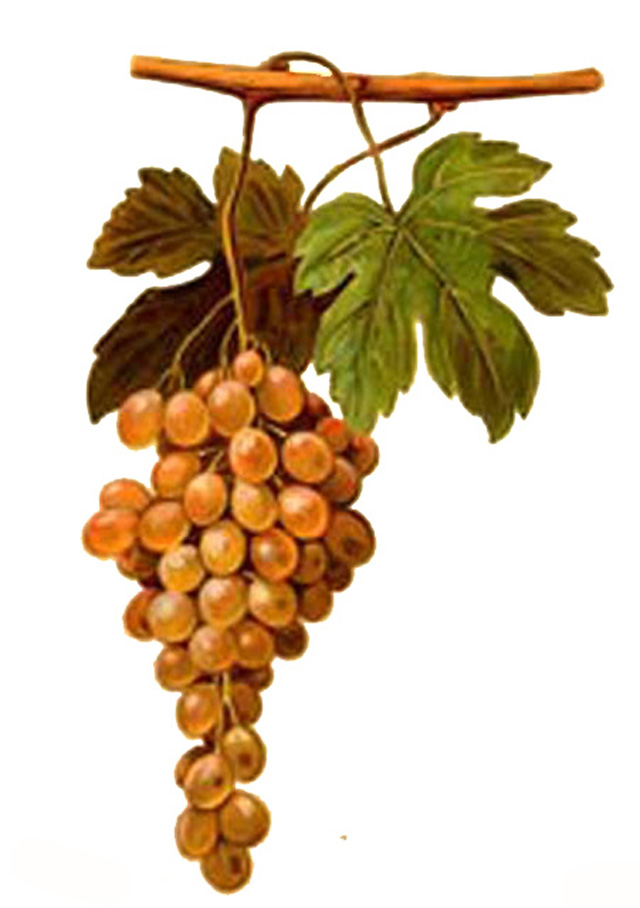
Pedro Ximénez-druiven.

Pedro Ximénez – in Andalusië ook wel afgekort tot PX – is een Spaanse witte druivenvariëteit die behoort tot de vitis vinifera en een hoog suikergehalte kan ontwikkelen.

## De druif
In de Spaanse wijnbouw wordt de druif vooral aangeplant in Andalusië en na Palomino de belangrijkste druif voor zoete Sherry. Ook wordt Pedro Ximénez gebruikt voor Málaga-wijn. De laatste jaren worden er van deze druif ook meer en meer droge, witte wijnen geproduceerd.
De druif kan zeer goed tegen hitte, maar is vatbaar voor veel druivenziekten zoals grauwe schimmel, valse meeldauw en meer. De wijnstok heeft een zekere weerstand tegen echte meeldauw. Daarnaast is hij gevoelig voor schade veroorzaakt door termieten.

## Dessertwijn

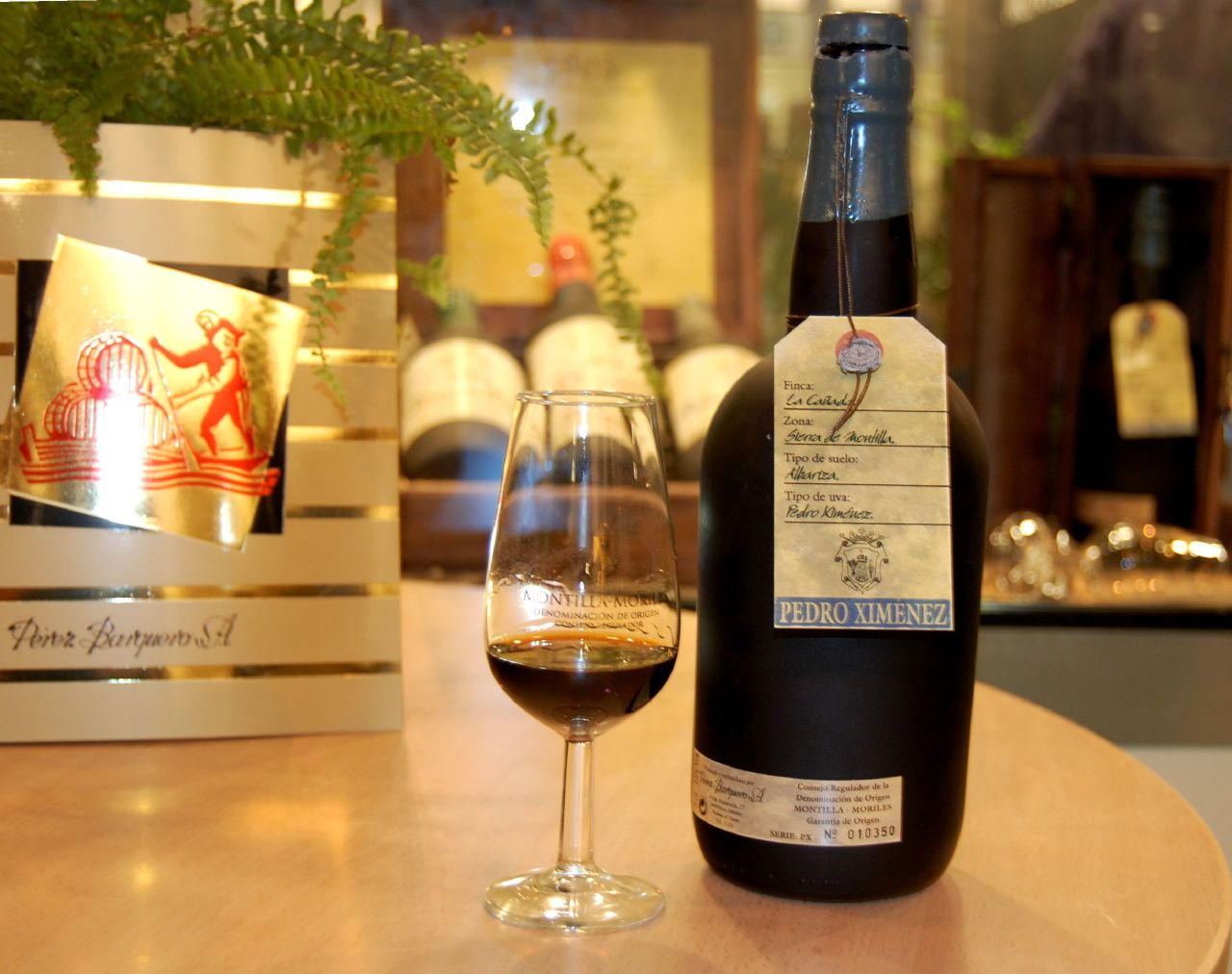
Een fles PX-wijn uit de wijnstreek Montilla-Moriles.

Van Pedro Ximénez-druiven wordt in Spanje ook een versterkte wijn onder dezelfde naam gemaakt. Hiervoor worden de druiven één à twee weken onder de hete zon gedroogd op matten, net zoals dat gaat bij strowijn. Het vocht uit de druiven verdampt waardoor de concentratie smaakstoffen en suiker toeneemt. Het sap hieruit is melasse-achtig donker en zoet dat smaakt naar rozijnen en dadels. Na de gisting wordt er wijnalcohol aan toegevoegd. Deze wijn kan verder ouderen op eikenhouten vaten en – net als bij sherry – het solera-systeem doorlopen. In Vinebre wordt hij, naast macabeu, gebruikt voor een dessertwijn zonder toegevoegde alcohol, de zogenaamde vimblanc. Het alcoholpercentage bij beide soorten ligt tussen 15 en 19%.
De drinktemperatuur is afhankelijk van de kwaliteit van de wijn en persoonlijke voorkeur tussen 10 en 20 graden Celsius.
Wijn/spijssuggesties: Chocolade-gerechten, zoete nagerechten en blauwschimmelkaas als Stilton. Ook wordt het wel toegepast in zoete vinaigrette en marinades.

## Andere wijnlanden
In de Australische wijnbouw worden op sherry gelijkende wijnen van deze druif gemaakt onder de naam "Apera". Ook wordt er de druif gebruikt voor vermenging en dessertwijnen.
Voorts wordt de druif verbouwd in Portugal, Argentinië en Chili,

## Naamgeving
De naam Pedro Ximénez is mogelijk van een Spaanse soldaat in de 17de eeuw gekomen. Deze zou de druif van Nederland naar Spanje gebracht hebben. Een andere uitleg is dat Peter Siemens – een soldaat van Keizer Karel V – deze druif in de 16de eeuw uit het Rijndal had meegebracht. Volgens die lezing is zijn Duitse naam naar het Spaans verbasterd. Dan was dat een verbastering naar een bekende naam, want de naam Jiménez of Ximénez bestond in Spanje al veel eerder.

## Wijnvaten
De oude en afgedankte eikenhouten vaten van onder meer Pedro Ximénez, worden naar Schotland en Ierland verscheept om er whisky in te lageren. De vaten worden tevens gebruikt om bieren, zoals imperial stouts en tripels, op te lageren.

## Synoniemen
Pedro Ximénez is ook bekend onder de namen: Alamais, Chirones, Corinto bianco, Don Bueno, Jimenez, Pedro, Himenez, Ximénez, Ximénès, Pedro Jimenez (in Andalusië), Pedro Khimenes, Pedro Ximénès, Pedro Ximenes (in Andalusië), Pedro Ximenez, Pedro Ximenez Bijeli, Pedro Ximenes De Jerez, Pedro Ximenez De Montilla, Pedro Ximinez, Pero Ximen, Perrum (in de Portugese regio Alentejo), Pasa Rosada De Malaga, Pierre Ximenes, Uva Pero Ximenez, Uva Pero Ximen, Uva Pero Ximenes, Pero Ximenez, Ximen, Ximenes (in Andalusië), Ximenez, Alamis De Totana, Alamis, Myuskadel, Verdello (op de Canarische eilanden), Ximenecia en Zalema Colchicina.